# Falskmøntneri
Falskmøntneri er forfalskning af penge – sedler eller mønter.
Forfalskning af mønter kan udføres ved at eftergøre eller forandre en ægte mønt.
Forfalskning af sedler er i takt med stedse mere avancerede metoder til fremstilling af pengesedler blevet et stedse mindre forekommende forbrydelse i den vestlige verden. Forfalskning af mønter i den vestlige verden er sjældent forekommende, efter at møntudstedelse blev ændret, således at møntens købekraft ikke længere modsvarer møntens metalværdi.

## Nutidig forekomst i Danmark
I nutiden er falskmøntneri relativt sjældent forekommende i Danmark. Der er i Danmark årligt mellem et par hundrede og op til godt tusinde falske sedler i omløb. I 2022 modtog politiet 829 anmeldelser om falske pengesedler i Danmark, hvilket var det højeste antal anmeldelser i seks år.

## Straf
Falskmøntneri er altid blevet straffet hårdt, da omfattende falskmøntneri kan forrykke den økonomiske balance i samfundet, ligesom tilliden til landets valuta og pengevæsen vil forsvinde.
I Danmark straffes falskmøntneri efter straffelovens § 166 med op til 12 års fængsel, hvilket gør falskmøntneri til en af de alvorligste økonomiske forbrydelser i straffeloven.
EU har vedtaget et direktiv, der pålægger EU's medlemslande at have en strafferamme på mindst 8 års fængsel for falskmøntneri.

## Ældre sager om falskmøntneri
Tidligere var straffen langt strengere. Særlig kendt er Niels Heidenreich, som fik en dødsdom for at have eftergjort 55 en-rigsdalersedler, men blev frigivet allerede i 1795 – hvorpå han i 1802 stjal og omsmeltede Guldhornene. I 1770'erne blev der fundet falske 10-, 50- og 100-rigsdalersedler i Midt- og Vestjylland. Først efter lang tid fik man fat i de tre hovedmænd, Børgesen, Lassegaard og Schmidt, som tilstod, at de gennem ti år havde fremstillet et meget stort antal håndtegnede, falske sedler og forsynet dem med blindstempler fra falske stempler, udskåret i lak. Højesteret dømte efter loven de tre mænd til døden, men henviste til, at kongen kunne formilde straffen; og da Højesteret ikke havde kunnet klarlægge, hvem hovedmanden var, blev de tre dømte sat til at spille terninger om eget og hinandens liv. Den idé var lånt fra datidens militære straffelovgivning, hvor reglen blev brugt i de tilfælde, hvor man ikke med sikkerhed kunne udpege hovedmanden. 8. oktober 1777 noterede Luxdorph i sin dagbog: "I Gaar blev Dommen over Banco-Seddelmagerne exequeret. Lassegaard kastede strax 10, men Børgesen og Smit hver 9; anden Gang fik Smit de ringeste Øine og blev slæt henrettet ved tvende Hug af Sværdet."  Henrettelsen fandt sted på Nytorv ved halshugning. Den sidste henrettelse på Gammeltorv, 7. december 1758, gjaldt i øvrigt også en falskmøntner, Frederik Hammond, og hans medhjælper, der var dømt for at have fremstillet falske sedler til en værdi af 34.000 rigsdaler.
Nicolaus Fischer var en købmand fra Danzig, som i januar 1793 blev arresteret i Jylland, sigtet for at have udgivet falske 5 rigsdalere (hvide kurantbanksedler). Ved anholdelsen var han i besiddelse af næsten 400 falske sedler, samt diverse stempler, og blev sigtet for fremstilling af sedlerne. Højesteretsdommen lød på afhugning af højre hånd, men kongen formildede det til tugthus på ubestemt tid. I stedet blev Nicolaus Fischer i 1801 deporteret til Trankebar. I rigsarkivet findes 224 af hans sedler. Ole Bulls bror, Knud Geelmuyden Bull (1811-1889), gik i lære hos kunstmaleren I.C. Dahl og endte som en respekteret landskabsmaler i Australien. I 1845 var han flyttet til England, hvor han lavede en dygtigt udført 100-speciedalers trykplade til fremstilling af falske norske sedler. Han blev afsløret af en mistænksom pladeleverandør, der kontaktede det norske konsulat. På opfordring fra den norske regering blev Bull, sammen med sin medskyldige Peter Schmidt, stillet for retten og dømt til 14 års deportation til Australien; men allerede i 1853 blev han løsladt, og flyttede i 1856 fra Tasmanien til Sydney. Det følgende år blev han taget for checkforfalskning, men denne gang frifundet grundet mangel på bevis.
Løverne udenfor Stortinget i Oslo er udført af straffefangen Gudbrand Mørstad, der var dømt til livsvarigt fængsel for drab og falskmøntneri. Han blev senere benådet.